# Neceaiivka (Verhunî), Cerkasî
Neceaiivka (în ucraineană Нечаївка) este un sat în comuna Verhunî din raionul Cerkasî, regiunea Cerkasî, Ucraina.

## Demografie
Componența lingvistică a localității Neceaiivka
     Ucraineană (96,85%)
     Rusă (3,15%)
Conform recensământului din 2001, majoritatea populației localității Neceaiivka era vorbitoare de ucraineană (96,85%), existând în minoritate și vorbitori de rusă (3,15%).